# Amaral (1954–2024)
Amaral, właśc. João Justino Amaral dos Santos (ur. 25 grudnia 1954 w Campinas, zm. 31 maja 2024 w São Paulo) – brazylijski piłkarz grający na pozycji obrońcy.
Grał w klubach: Guarani FC Futebol Clube (1971-1978), Sport Club Corinthians Paulista (1978-1981), Santos FC (1981-1982), Club América (1982-1984) i Universidad Guadalajara (1984-1986). Karierę piłkarską zakończył w 1987 roku w Blumenau Esporte Clube.